# Brilliance Junjie FRV
La Brilliance Junjie FRV, vendue à l'export sous les noms de Brilliance BS2 ou Brilliance FRV,  est une automobile chinoise de la marque Brilliance, présentée au Salon de l'automobile de Francfort 2007. Lors du salon de Shanghai de 2009, elle a, en même temps que d'un léger restylage, reçu le renfort d'une version Cross, baptisée Junjie Cross. 
En 2013, elle bénéficie d'un plus profond restylage et est rebaptisée Brilliance H320.